# Желю Желев (връх)
Вижте пояснителната страница за други значения на Желю Желев.
Жельо Желев (Желев) е скалист връх с височина 1650 m на западния бряг на полуостров Перник, Бряг Лубе на Антарктическия полуостров.
Получава това име на 23 март 2016 г. в чест на президента на Република България (1990 – 1997) Желю Желев във връзка с подкрепата му за националната антарктическа програма.

## Описание
Върхът е разположен на 12,85 km източно от нос Алварес, 8,2 km югозападно от връх Бързия, 17,15 km североизточно от връх Бартолин и 15,35 km източно от нос Хук. Западните му склонове са стръмни и свободни от лед. Издига се на запад над Лалеман фиорд, на север над ледника Фийлд, на североизток над ледник Нарезне и на юг-югозапад над ледник Хефели.
Името официално е прието с указ на президента на Република България на 14 юни 2016 г.

## Картографиране
Британска топографска карта на върха от 1978 г.

## Карти
- Antarctic Digital Database (ADD). Scale 1:250000 topographic map of Antarctica. Scientific Committee on Antarctic Research (SCAR). Since 1993, regularly upgraded and updated.
- British Antarctic Territory. Scale 1:200000 topographic map. DOS 610 Series, Sheet W 67 66. Directorate of Overseas Surveys, Tolworth, UK, 1978.